# Junior Byles
Pour les articles homonymes, voir Byles.
Kenneth Byles, plus connu sous le nom de Junior Byles, Chubby ou encore King Chubby, né le 17 juillet 1948 à Kingston et mort le 15 mai 2025,, est un chanteur jamaïcain de reggae.

## Biographie
Ses plus grands succès sont Beat Down Babylon, utilisé par Michael Manley lors de la campagne électorale jamaïcaine de 1972, Fade Away, écrite par le guitariste Earl Chinna Smith, et Curly Locks, produite par Lee Scratch Perry.
Fervent rastafari, il tente de mettre fin à ses jours à l'annonce du décès du Negusse Negest Hailé Sélassié en 1975. Dès lors, sa santé mentale demeure précaire et sa carrière se poursuit au ralenti.

## Discographie

### Singles
(mai 2025).
- What's The World Coming To (as King Chubby) (1970)
- Da Da (1971)
- Beat Down Babylon (B-side d'Alpha & Omega par Dennis Alcapone) (1971) Upsetter
- King Of Babylon (1972)	Randy's
- Fever
- Hail To The Power
- Black Crisis (197?) Love Power
- Curly Locks (1974) Dip
- Dreader Locks (& Lee Perry) (1974) Dip
- Curly Locks (1974) Magnet
- Gwane Joshua Gwane (1974) Soul Beat/Jaguar
- Bury O Boy (1975) Ethnic Fight
- Chant Down Babylon (& Rupert Reid) (1976) Black Wax/Ja-Man
- Pitchy Patchy (1976) Black Wax
- Fade Away (1976) Eagle
- Oh Carolina (1976) Grounation
- Run Run (1976) Observer
- Heart And Soul (1976) Errol T
- Can You Feel It? (1976) Thing
- Better Be Careful (1982) Carib Gems

### Albums
- 1972 - Beat Down Babylon (Dynamic/Trojan)
- 1976 - Jordan (Micron)
- 1986 - Rasta No Pickpocket (Nighthawk)

#### Compilations
- 1987 - Beat Down Babylon: The Upsetter Years (Trojan)
- 1988 - When Will Better Come 1972-76 (Trojan)
- 1997 - Curly Locks: Best of Junior Byles and The Upsetters 1970-76 (Heartbeat)
- 1999 - 129 Beat Street Ja-Man Special 1975-1978 (Blood & Fire)